# Beschermd bergmassief Marmarosj
Het beschermde bergmassief Marmarosj (Oekraïens: Мармароський заповідний масив) is een bergmassief dat ligt in het Karpatisch Biosfeerreservaat in de oblast Transkarpatië van Oekraïne. Marmarosj maakt sinds 2007 ook deel uit van de werelderfgoedinschrijving Oude en voorhistorische beukenbossen van de Karpaten en andere regio's van Europa van UNESCO.

## Kenmerken
Het beschermde bergmassief varieert qua hoogte tussen de 380 en 1.940 meter boven zeeniveau. In de lagere zones van het bergmassief zijn loof- en gemengde bossen te vinden. De dominante bostypen hier zijn beukenbossen (Fagetum), beuken-zilversparren (Fageto-Abieto-Piceetum) en fijnspar-zilverspar-beukenbossen (Piceeto-Abieto-Fagetum). In de hoogste boszone, gelegen tussen 1.600 en 1.700 meter zijn enkel nog oude fijnsparrenbossen (Piceetum) te vinden. Hogerop gedijen alleen nog dwergstruiken en worden alpenweiden aangetroffen.
Het gebied is tot natuurerfgoed uitgeroepen vanwege de aanwezigheid van eeuwenoude, onaangeraakte beukenwouden (Fagus sylvaticus). De maagdelijke bossen liggen verspreid over veertien clusters en hebben een gezamenlijke oppervlakte van 34,327 km² en worden gevonden op hoogten tussen de 600 en 1.650 meter. Naast de beuk, zijn ook de gewone zilverspar (Abies alba) en fijnspar (Picea abies) belangrijke boomsoorten van het massief. Deze worden minstens net zo hoog en oud als de beuk.

## Fotogalerij

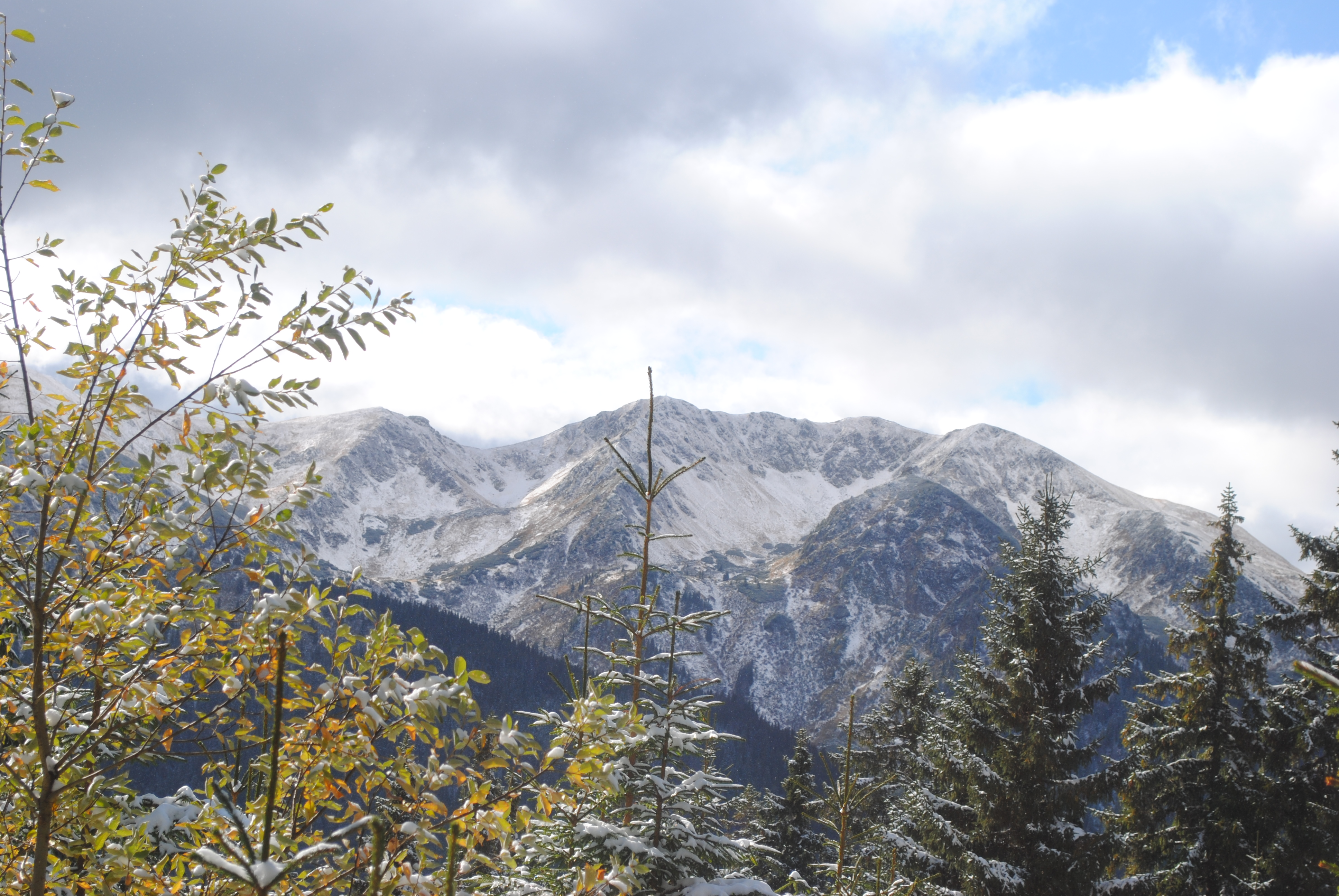
Uitzicht op het bergmassief Marmarosj.
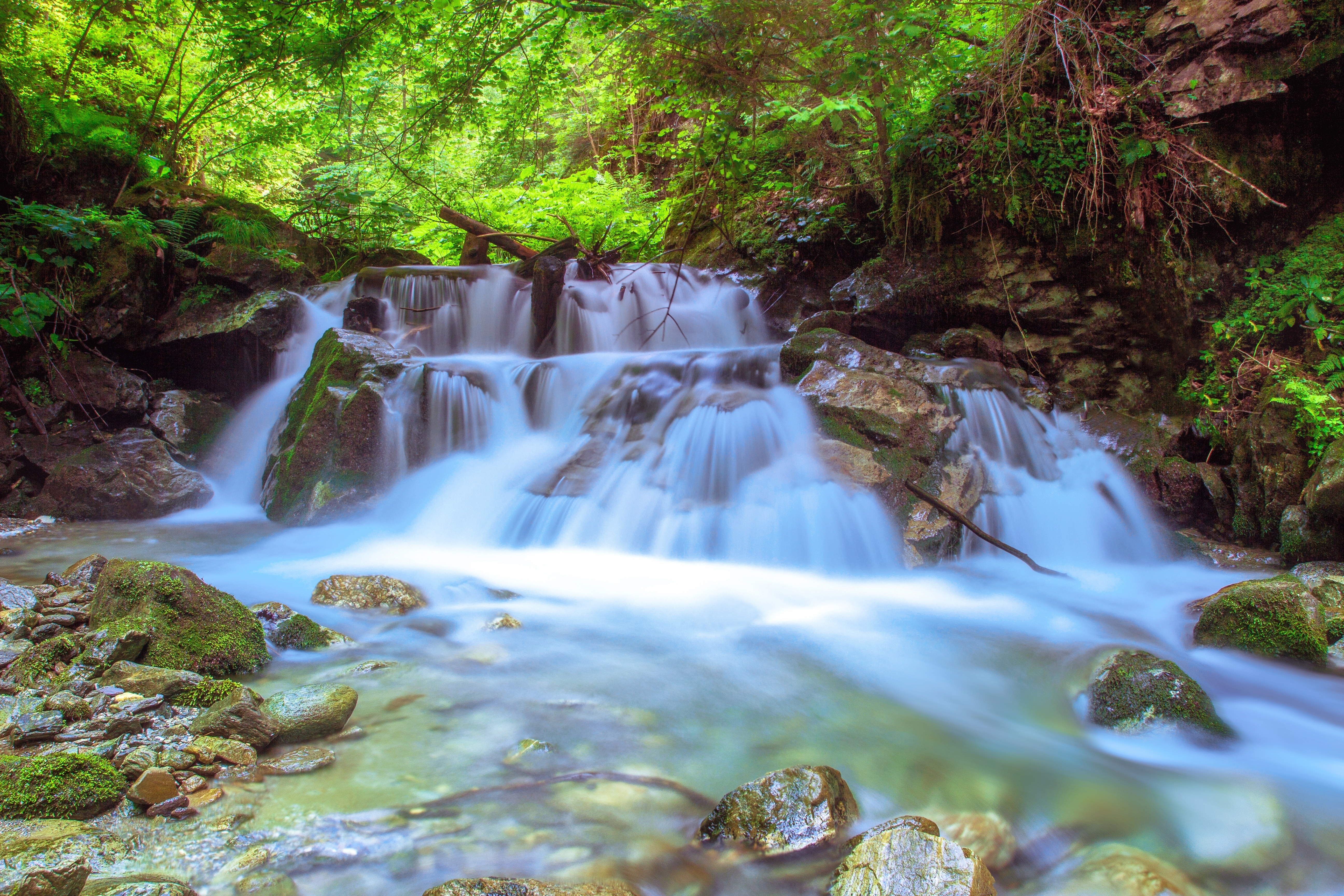
Snelstromende rivier in het bergmassief Marmarosj.
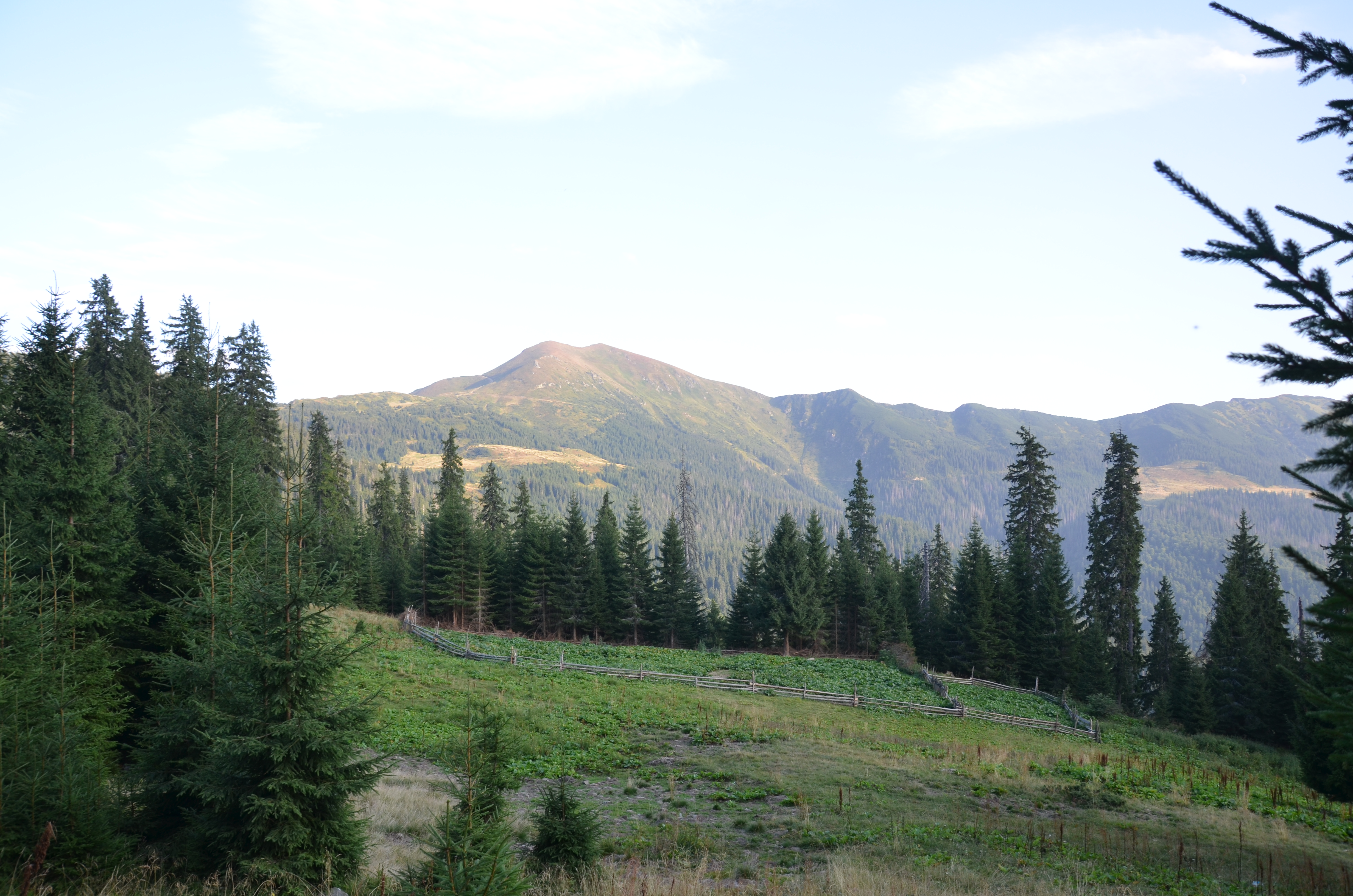
Uitzicht op de bergpiek Pip Ivan Marmarosky.
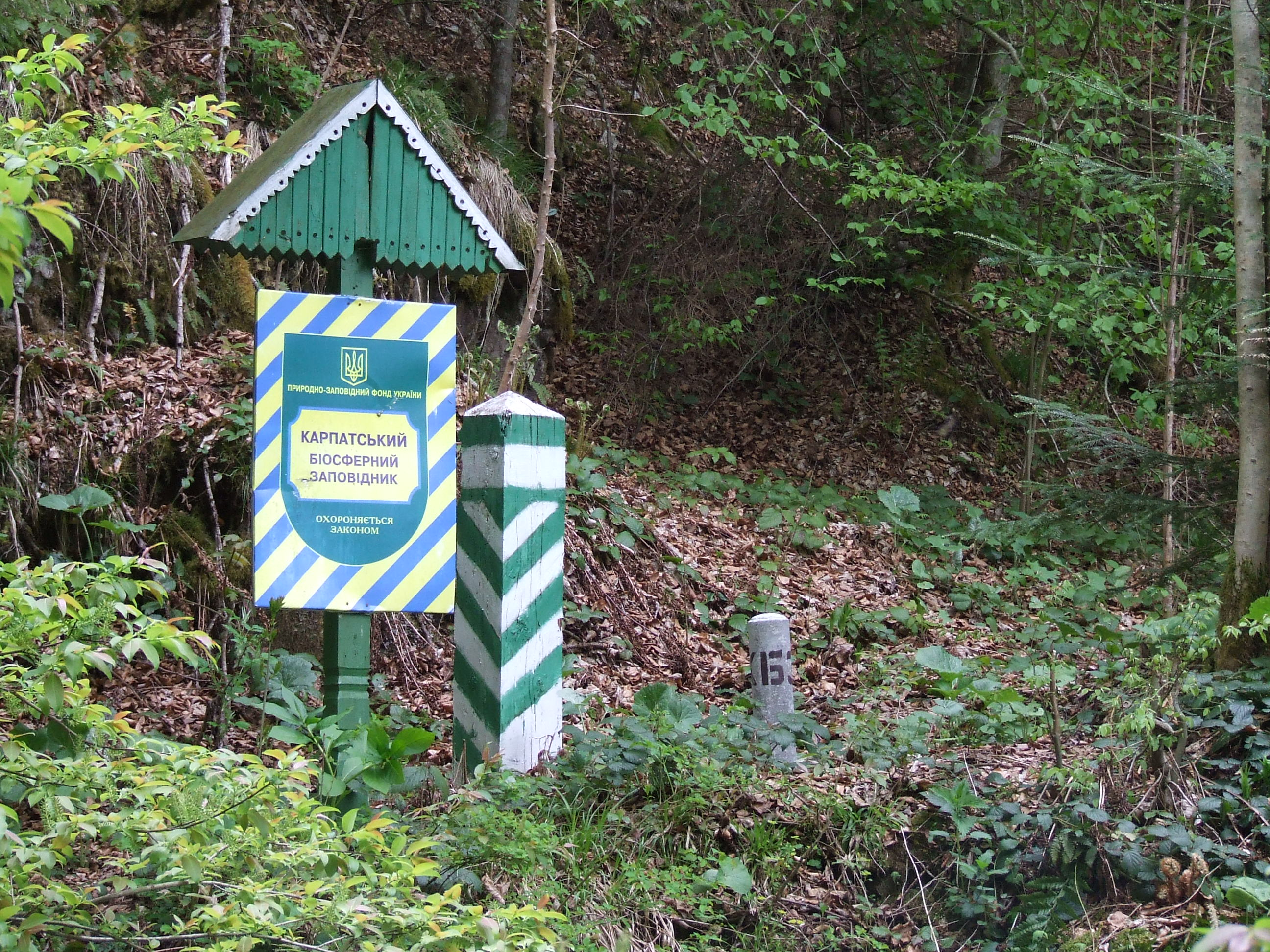
Informatiebord van het Karpatisch Biosfeerreservaat in het bergmassief Marmarosj.

- Nationale Bibliotheek van Tsjechië: xx0173661
- Virtual International Authority File: 179144782701194916777